# ノカルジア症 (魚類)
ノカルジア症（ノカルジアしょう、英:nocardiosis）とはNocardia seriolae感染を原因とするブリ、カンパチ、ヒラメの感染症。躯幹部の筋肉や皮下脂肪組織に潰瘍や結節、脾臓や臓などに粟粒状の多数の結節が認められる。エリスロマイシン、スピラマイシンの経口投与が有効であると考えられている。